# Edwin James
Pour les articles homonymes, voir James.
Edwin John James (né en 1812, mort le 4 mars 1882) est un avocat britannique, qui a également pratiqué aux États-Unis, membre du Parlement du Royaume-Uni.